# Roman Rostworowski
Roman Rostworowski (ur. 18 czerwca 1885 w Garbaczu, zm. 9 stycznia 1954 w Rejowcu) – ziemianin, sadownik, poeta zainteresowany kulturą hinduską.

## Rodzina i młodość
Pochodził z zamożnej rodziny ziemiańskiej. Był jedynym synem Stefana Rostworowskiego i Józefy z hr. Lubienieckich (wdowy po Ksawerym Jagnińskim, z którym miała czworo dzieci). Był bratankiem Michała, Stanisława, Tadeusza i Karola Rostworowskich oraz najbliższym kuzynem Ludwika Hieronima Morstina, Marii Morstin-Górskiej, generała Stanisława Rostworowskiego oraz Marii z Lubienieckich Dobrzańskiej, matki „Hubala”. W wieku trzech lat stracił ojca, a czternastu matkę. Wychowywał się w dobrach Garbacz na Kielecczyźnie, które należały do jego matki, a następnie do brata przyrodniego, Konstantego Jagnińskiego. W wyniku działów rodzinnych otrzymał majątek Zajączkowice. Studiował na Uniwersytecie Jagiellońskim w Krakowie. W tym okresie poznał swoją przyszłą żonę, Teresę Przewłocką, córkę Konstantego i Eleonory z hr. Plater-Zyberków, bogatych ziemian z Lubelszczyzny, tymczasowo zamieszkałych w Krakowie. Ślub odbył się w 1913 r. w kościele Zmartwychwstańców, udzielającym był stryj Romana, jezuita Jan Rostworowski. Z tego małżeństwa (które zostało unieważnione w 1927 r.) na świat przyszło troje dzieci:
- Konstanty (1918-1987), pamiętnikarz
- Maria Eleonora (1919-1997), później żona Aleksandra Orzeszko (wnuka Florentego Orzeszko), zamieszkała w Gdańsku.
- Stefan Józef(inne języki) (1921-2000), artysta malarz, zamieszkały w Krakowie.

## Właściciel Józefowa

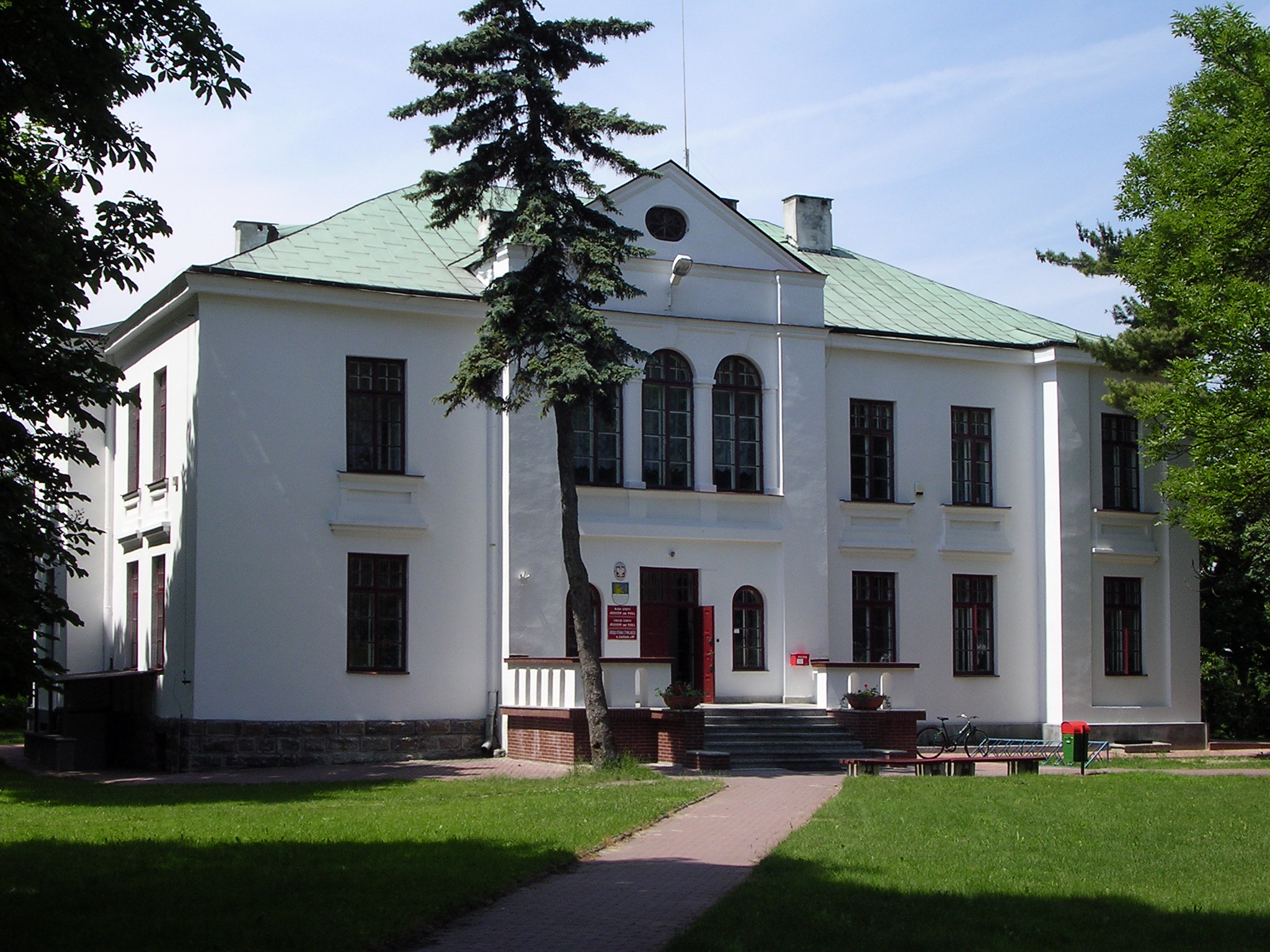
Pałac Romana Rostworowskiego w Józefowie nad Wisłą

W wyniku I wojny światowej, Zajączkowice zostały całkowicie zniszczone. Rostworowski przeprowadził się więc z rodziną do Józefowa nad Wisłą, który został mu podarowany przez teścia. Po czynnym udziale w wojnie polsko-bolszewickiej jako ochotnik, poświęcił się tutaj rozwojowi rzadkiej jeszcze wówczas produkcji sadowniczej, prowadząc fabrykę przetworów owocowych. „Gospodarstwo Sadowe Józefów nad Wisłą Romana Rostworowskiego” należało w latach 20. XX w. do największych i najbardziej prężnie rozwijających się w Polsce. Zdobywało złote medale na wystawach ogrodniczych, jak również eksportowało owoce (głównie jabłka) za granicę – do Wielkiej Brytanii i Stanów Zjednoczonych. Wielki Kryzys przyniósł jednak znaczny spadek zysków, co zmusiło Rostworowskiego do szukania nabywcy dla sadów józefowskich. Do II wojny światowej nie udało mu się jednak ich sprzedać.

## Orientalne fascynacje
Rostworowski był również znany ze swojego zainteresowania hinduizmem i kulturą Dalekiego Wschodu. Efektem tych fascynacji była poezja, którą opublikowano już po jego śmierci, w r. 2005. Należał do Polskiego Towarzystwa Teozoficznego, którego członkowie bywali gośćmi w Józefowie. Tutaj odwiedził go również pochodzący z Delhi maharadża Bej Behari Mathur. W parku przy pałacu józefowskim Rostworowski postawił (niezachowane) podobizny Buddy i Ramakryszny oraz (zachowany) posąg Chrystusa. Rostworowski mógł być jednym z pierwowzorów postaci jogina hrabiego Dzieduszyckiego z powieści Błękitna krew z r. 1954 pióra Magdaleny Samozwaniec.

## Po wojnie
Po wojnie i nacjonalizacji dóbr józefowskich, Rostworowski mieszkał w różnych częściach Polski, wciąż zajmując się twórczością literacką – wstąpił wówczas do Związku Zawodowego Literatów Polskich. Pod koniec życia pozostawał początkowo pod opieką córki i zięcia, po czym w wyniku konfliktu rodzinnego zajął się nim nieślubny syn Zdzisław. Został pochowany w Rejowcu, skąd jego szczątki przewieziono później do Surhowa, gdzie mieszkał ten ostatni.